# إدوارد ماكفيرسون
إدوارد ماكفيرسون (بالإنجليزية: Edward McPherson)‏ هو صحفي ومحامي وسياسي أمريكي، ولد في 31 يوليو 1830 في الولايات المتحدة، وتوفي في 14 ديسمبر 1895. حزبياً، نشط في الحزب الجمهوري. وقد انتخب عضو مجلس النواب الأمريكي.